# Biegi narciarskie na Zimowych Igrzyskach Olimpijskich 1984 – sztafeta mężczyzn
Bieg sztafetowy mężczyzn podczas Zimowych Igrzysk Olimpijskich 1984 w Sarajewie został rozegrany 16 lutego. Wzięło w nim udział 68 zawodników z siedemnastu krajów. Mistrzostwo olimpijskie w tej konkurencji wywalczyła reprezentacja Szwecji w składzie: Thomas Wassberg, Benny Kohlberg, Gunde Svan i Jan Ottosson.

## Wyniki
| Pozycja | Kraj | Czas      | Strata   |
| ------- | --- | --------- | -------- |
| 01 !    | Szwecja · Thomas Wassberg · Benny Kohlberg · Gunde Svan · Jan Ottosson                                     | 1:55:06,3 | -        |
| 02 !    | ZSRR · Ołeksandr Batiuk · Aleksandr Zawjałow · Władimir Nikitin · Nikołaj Zimiatow                         | 1:55:16,5 | +10,2    |
| 03 !    | Finlandia · Kari Ristanen · Juha Mieto · Harri Kirvesniemi · Aki Karvonen                                  | 1:56:31,4 | +1:25,1  |
| 4       | Norwegia · Lars Erik Eriksen · Jan Lindvall · Ove Aunli · Tor Håkon Holte                                  | 1:57:27,6 | +2:21,3  |
| 5       | Szwajcaria · Giachem Guidon · Konrad Hallenbarter · Joos Ambühl · Andi Grünenfelder                        | 1:58:06,0 | +2:59,7  |
| 6       | RFN · Jochen Behle · Stefan Dotzler · Franz Schöbel · Peter Zipfel                                         | 1:59:30,2 | +4:23,9  |
| 7       | Włochy · Maurilio De Zolt · Alfred Runggaldier · Giulio Capitanio · Giorgio Vanzetta                       | 1:59:30,3 | +4:24,0  |
| 8       | Stany Zjednoczone · Dan Simoneau · Tim Caldwell · Jim Galanes · Bill Koch                                  | 1:59:52,3 | +4:46,0  |
| 9       | NRD · Karsten Brandt · Uwe Wünsch · Frank Schröder · Uwe Bellmann                                          | 2:02:13,9 | +7:07,6  |
| 10      | Bułgaria · Swetosław Atanasow · Atanas Simidcziew · Miłusz Iwanczew · Christo Byrzanow                     | 2:03:17,6 | +8:11,6  |
| 11      | Austria · Andreas Gumpold · Franz Gatterman · Peter Juric · Alois Stadlober                                | 2:04:39,0 | +9:32,7  |
| 12      | Jugosławia · Ivo Čarman · Jože Klemenčič · Janež Kršinar · Dušan Đurišič                                   | 2:04:42,8 | +9:36,5  |
| 13      | Japonia · Kazunari Sasaki · Hideaki Yamada · Satoshi Sato · Yusei Nakazawa                                 | 2:06:42,5 | +11:36,2 |
| 14      | Wielka Brytania · Mark Moore · Andrew Rawlin · Mike Dixon · John Spotswood                                 | 2:10:09,9 | +15:03,6 |
| 15      | Chiny · Song Shi · Li Xiaoming · Lin Guanghao · Zhu Dianfa                                                 | 2:16:52,4 | +21:46,1 |
| 16      | Argentyna · Julio Moreschi · Norberto Baumann · Ricardo Holler · Alejandro Baratta                         | 2:27:07,1 | +32:00,8 |
| -       | Mongolia · Pürewdżawyn Batsüch · Wangansürengijn Renczinchorol · Dondogijn Ganchujag · Luwsandaszijn Dordż | DSQ       | -        |